# Joan Llopis i Sarrió
Joan Llopis i Sarrió (Barcelona, 17 de juliol de 1932 - Barcelona, 25 de juny de 2012) fou un teòleg i liturgista i professor universitari català.
Es doctorà en Teologia per la Universitat Gregoriana de Roma i diplomà en Psicologia per la Universitat de Barcelona. Va ampliar els estudis de litúrgia al Pontifici Ateneu Anselmià de Roma. Fou ordenat prevere el 1958, i obtingué la secularització el 1973, tot i que continà col·laborant en activitats docents i periodístiques relacionades amb l’Església. Fou catedràtic de litúrgia a la Universitat Pontifícia de Salamanca i a la Facultat de Teologia de Barcelona. Fou un especialista en litúrgia i en informació religiosa. Fou membre de l'organisme internacional encarregat de la reforma litúrgica del Concili Vaticà II, i col·laborà en la reforma postconciliar del ritual d’exèquies. Participà activament en la fundació del Centre de Pastoral Litúrgica de Barcelona, de l’Instituto de Liturgia Pastoral de Medellín, a Colòmbia, i dels instituts de teologia i de litúrgia de Barcelona. Crític de literatura religiosa de Serra d'Or, fou responsable de la pàgina de religió del Diari Avui, i membre dels consells de redacció de les revistes Concilium, Phase, Foc Nou i El Pregó. És autor de nombrosos articles de teologia i de pastoral litúrgica, i d’obres com Itinerari litúrgic (1968), La inútil liturgia (1972), El entierro cristiano (1972), L’home obert a la fe (1981), Pedir es comprometerse (1982), Què és un sagrament (1984). Posteriorment, ha traduït per primera vegada al català Les cinc plagues de la santa Església, d'Antonio Rosmini (1990) i de l’italià i el castellà al català el llibre de Raimon Panikkar Culto y secularización, que forma part del volum IX de l'Opera Omnia de Raimon Panikkar, titulat Mite, símbol, culte. També ha publicat L’Evangeli (re)humanitzador (1992), obra que li va valdre el premi Joan Maragall el 1991, Compartir el pan y el perdón (1996), Les Religions del món (2008).